# Basílica de Nuestra Señora de la Salud (India)
La Basílica de Nuestra Señora de la Salud es un santuario católico localizado en la pequeña ciudad de Velankanni en el estado de Tamil Nadu (India). Es el santuario de peregrinación cristiana más importante de la India.
La Iglesia católica conmemora la festividad de la advocación el 8 de septiembre.
La devoción a Nuestra Señora de la Salud en Velankanni se remonta al siglo XVII, cuando tienen lugar las apariciones de la Virgen María a un niño y un siglo más tarde el milagroso rescate a unos marineros portugueses durante una tormenta.
El santuario comenzó como una capilla de techo de paja y se convirtió en una iglesia parroquial en 1771, cuando los católicos de la India estaban bajo la persecución de los neerlandeses. Más tarde, en 1962 se le concedió el estatus de basílica menor por el papa Juan XXIII.
La basílica está construida en estilo gótico y contiene tres capillas. El edificio está totalmente pintado de blanco, a excepción del techo que es de tejas de color rojo llamativo.

## Galería

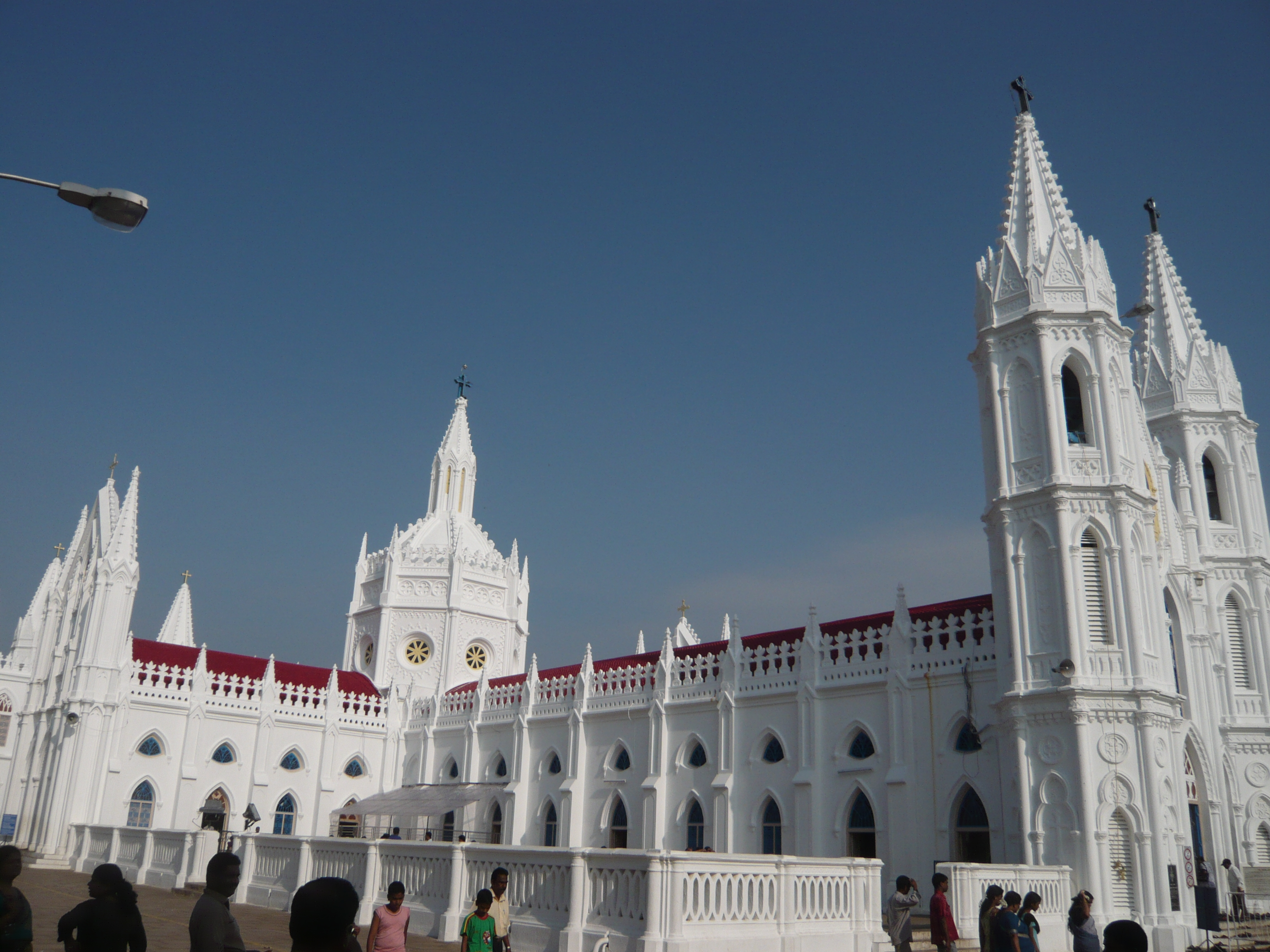
Lateral de la basílica
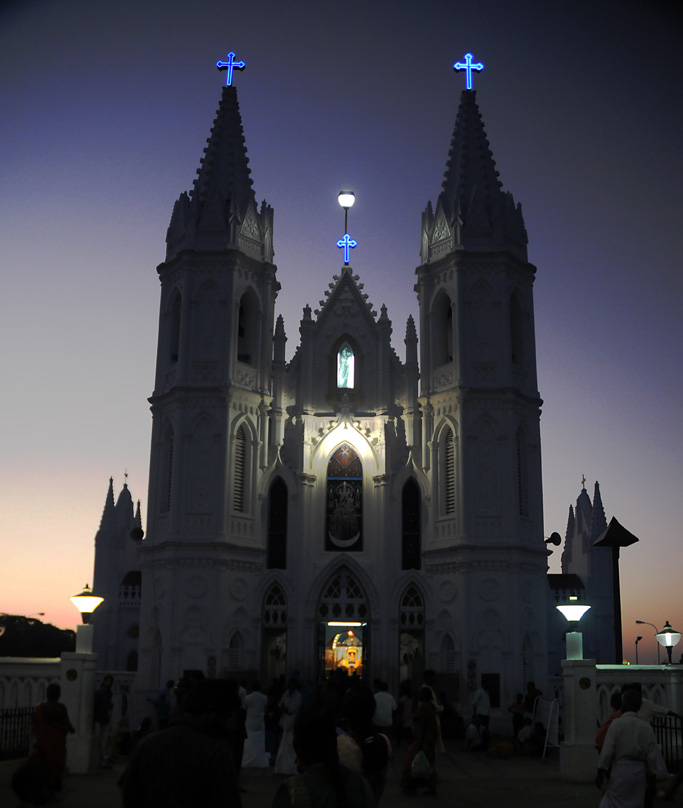
Basílica de la Salud de noche